# 오다 나오나가
오다 나오나가(織田尚長)는 에도 시대 초기부터 전기까지의 다이묘이다. 야마토 야나기모토번 초대 번주. 오다가 나오나가류 시조. 오다 나가마스의 5남이다.
| 전임 (오다 나가마스) | 제1대 오다씨 단조노조 분가 나오나가류 당주 1615년 ~ 1637년 | 후임 오다 나가타네 |

|  | 제1대 야나기모토번 번주 1615년 ~ 1637년 | 후임 오다 나가타네 |